# Tumbisca
Tumbisca är en ort i Mexiko.   Den ligger i kommunen Morelia och delstaten Michoacán de Ocampo, i den södra delen av landet, 210 km väster om huvudstaden Mexico City. Tumbisca ligger 1 761 meter över havet och antalet invånare är 218.
Terrängen runt Tumbisca är huvudsakligen kuperad, men åt nordost är den bergig. Runt Tumbisca är det ganska glesbefolkat, med 22 invånare per kvadratkilometer. Närmaste större samhälle är Morelia, 16,9 km nordväst om Tumbisca. I omgivningarna runt Tumbisca växer huvudsakligen savannskog.